# Marcello Vernola
Marcello Vernola (Bari, 4 marzo 1961) è un politico italiano.

## Biografia
Figlio di Nicola Vernola, avvocato, già Sindaco di Bari, deputato e Ministro dei Beni Culturali. Sposato con Benedetta Pezzella, laureata in Economia e imprenditrice nel settore turistico ricettivo, con cui ha due figli, Tommaso Giulio e Priscilla Asia.
Laureato in Giurisprudenza a Bari, è avvocato amministrativista patrocinante in Cassazione, con studio in Bari e in Roma. Docente universitario, ha iniziato quale professore di Legislazione dei beni culturali presso l'Università degli Studi di Bari e di legislazione dei lavori pubblici presso il Politecnico di Bari, nonché di Diritto dell'Ambiente presso la SNA - Scuola Superiore della Pubblica Amministrazione e presso l'Università Roma Tre.
Attualmente è docente di Diritto Ambientale presso l'Università di Cassino - Dipartimento di Ingegneria Civile e Meccanica e presso il Master di Diritto dell'Ambiente Italiano ed Europeo della LUISS, nonché cultore della materia in Diritto Amministrativo presso l'Università Roma Tre. Ha scritto numerose pubblicazioni scientifiche nel campo del Diritto Ambientale e delle infrastrutture dei trasporti (porti ed aeroporti).
Attualmente è consigliere giuridico del presidente della VIII Commissione Ambiente, Energia, Lavori Pubblici, innovazione tecnologia e Comunicazioni del Senato Sen, Claudio Fazzone.
Nel 2023/2024 è stato Consigliere giuridico del Presidente della Regione Sardegna Christian Solinas.
Nel 2022 è stato Direttore Generale della Provincia di Taranto. 
Nel 2010/2018 è stato Console Onorario della Repubblica della Macedonia del Nord in Puglia.
Membro del comitato scientifico della Fondazione Sviluppo Sostenibile, della rivista Gazzetta Ambiente. È stato membro dell’advisory board della EU-Ukraine Business Council, advisor del Presidente dell'ICE (Istituto Commercio Estero) per i Balcani Occidentali.
È stato consulente legale di numerose grandi imprese italiane operanti nei Balcani Occidentali, in cui ha svolto assistenza nel settore degli appalti e concessioni per grandi opere e servizi pubblici locali (energia, gas, rifiuti, viabilità, ferrovie e ospedali).
In passato ha svolto un'intensa attività politica, nel Partito Popolare Europeo, iniziata come dirigente regionale dei giovani DC in Puglia e poi dirigente nazionale per l'Università, fondatore del movimento studentesco europeo dei giovani DC e dirigente organizzativo nazionale dei giovani DC. Eletto consigliere comunale a Bari (1990-1995), a seguito dello scioglimento della DC ha aderito al Partito Popolare Italiano (PPI).
Nel 1999, è stato eletto Presidente della Provincia di Bari. A seguito dello scioglimento del PPI, che nel 2002 confluì nella Margherita, ha continuato il suo impegno nel Partito Popolare Europeo candidandosi alle elezioni europee del 2004 nelle liste di Forza Italia nella circoscrizione meridionale, in cui è stato eletto con circa 61.000 voti. Alle ultime elezioni europee è stato nuovamente candidato nella lista di Forza Itala, circoscrizione meridionale.
A Strasburgo è stato membro titolare della commissione per l'ambiente, la sanità pubblica e la sicurezza alimentare, della sottocommissione per la sicurezza e la difesa, della delegazione per le relazioni con i paesi dell'Europa sudorientale, della delegazione per le relazioni con i paesi della Comunità andina. È stato inoltre membro titolare della commissione per gli affari esteri, della delegazione alla commissione parlamentare mista UE-ex Repubblica Jugoslava di Macedonia. È stato relatore ufficiale del PE per l'accordo ASA con il Montenegro e relatore ombra per il PPE su numerosi dossier in commissione Ambiente e in Commissione Esteri.